# Bacillopsis stylopygae
Bacillopsis stylopygae är en svampart som beskrevs av Petsch. 1908. Bacillopsis stylopygae ingår i släktet Bacillopsis, ordningen Saccharomycetales, klassen Saccharomycetes, divisionen sporsäcksvampar och riket svampar.   Inga underarter finns listade i Catalogue of Life.